# Euphoresia transversefasciata
Euphoresia transversefasciata är en skalbaggsart som beskrevs av Louis Burgeon 1942. Euphoresia transversefasciata ingår i släktet Euphoresia och familjen Melolonthidae. Inga underarter finns listade i Catalogue of Life.